# Tax free
Tax free, такс фрі (з англ. без зборів) — система повернення суми податку на додану вартість (ПДВ). ПДВ повертається на покупки, здійснені іноземними громадянами, при виїзді з країни, в якій вони були придбані. Суми повернення становлять від 5 до 23% від суми покупки і залежать від розміру ПДВ і від комісійних оператора Tax Free. З 130 країн, які стягують ПДВ, близько 50 відшкодовують сплачений податок нерезидентам країни в тих випадках, коли покупки були здійснені в магазинах з відповідним логотипом (Tax Free або однієї з компаній-операторів повернення податку).

## Ставки ПДВ та мінімальна вартість покупок для вішкодування
| Країна          | Ставка ПДВ | Мінімальна вартість покупки |
| Австрія         | 20%        | €75.01                      |
| Бельгія         | 21%        | €125.01                     |
| Болгарія        | 20%        | 250 BGN                     |
| Велика Британія | 20%        | £30                         |
| Греція          | 24%        | €50                         |
| Данія           | 25%        | 300 DKK                     |
| Естонія         | 20%        | €38.01                      |
| Ірландія        | 23%        | €30                         |
| Ісландія        | 24%        | 6,000 ISK                   |
| Іспанія         | 21%        | €0                          |
| Італія          | 22%        | €155                        |
| Латвія          | 21%        | €44                         |
| Литва           | 21%        | €55                         |
| Люксембург      | 17%        | €74                         |
| Мальта          | 18%        | €100                        |
| Нідерланди      | 21%        | €50                         |
| Німеччина       | 19%        | €50                         |
| Норвегія        | 25%        | 315 NOK                     |
| Польща          | 23%        | 200 PLN                     |
| Португалія      | 23%        | €61.35                      |
| Румунія         | 19%        | 250 RON                     |
| Словаччина      | 20%        | €100                        |
| Словенія        | 22%        | €50.01                      |
| Туреччина       | 18%        | 118 TRY                     |
| Угорщина        | 27%        | 54,001 HUF                  |
| Фінляндія       | 24%        | €40                         |
| Франція         | 20%        | €175.01                     |
| Хорватія        | 25%        | 740 HRK                     |
| Чехія           | 21%        | 2,001 CZK                   |
| Швеція          | 25%        | 200 SEK                     |
| Швейцарія       | 8%         | 300 CHF                     |